# Eurytoma tokatensis
Eurytoma tokatensis is een vliesvleugelig insect uit de familie Eurytomidae. De wetenschappelijke naam is voor het eerst geldig gepubliceerd in 1991 door Doganlar & Çam.